# Saison 2018 de l'équipe cycliste Roompot-Nederlandse Loterij
La saison 2018 de l'équipe cycliste Roompot-Nederlandse Loterij est la quatrième de cette équipe.

## Préparation de la saison 2018

### Sponsors et financement de l'équipe
L'équipe porte le nom de ses deux principaux sponsor, l'entreprise Roompot (nl), propriétaire et exploitant de parcs de vacances et de campings, et la loterie nationale néerlandaise (nl). Toutes deux sont engagées avec l'équipe jusqu'en 2018. La loterie nationale n'apparaît pas sur le maillot cette saison. Elle a fait appel aux causes qu'elle soutient afin de céder sa place sur le maillot à l'une d'entre elles et a choisi « Rookvrije generatie » (en français « génération sans tabac »), une initiative de la fondation du cœur néerlandaise (nl), du Fonds reine Wilhelmine pour la lutte contre la cancer (nl), Fonds pour les poumons (nl),.

### Arrivées et départs
Quatre coureurs sont recrutés durant l'intersaison. Robbert de Greef et Jan-Willem van Schip sont issus respectivement des équipes continentales Baby-Dump et Delta Rotterdam. Wouter Wippert, membre de l'équipe World Tour Cannondale-Drapac en 2017, signe un contrat d'un an. Il espère pouvoir gagner davantage de courses au sein de l'équipe Roompot. Le manager de celle-ci, Jean-Paul van Poppel, loue sa rapidité.
Le SEG Racing Academy Hartthijs de Vries s'était engagé avec Roompot-Nederlandse Loterij avant de devoir mettre sa carrière entre parenthèses pour des raisons de santé. Pour le remplacer, Floris Gerts, non conservé par BMC fin 2017, est recruté.
| Arrivées             | Équipe 2017       |
| -------------------- | ----------------- |
| Robbert de Greef     | Baby-Dump         |
| Jan-Willem van Schip | Delta Rotterdam   |
| Wouter Wippert       | Cannondale-Drapac |
| Floris Gerts         | BMC               |

| Départs         | Équipe 2018 |
| --------------- | ----------- |
| Berden de Vries | retraite    |
| Raymond Kreder  | Ukyo        |
| André Looij     | Monkey Town |
| Jens Mouris     | retraite    |
| Martijn Tusveld | Sunweb      |

## Coureurs et encadrement technique

### Effectif

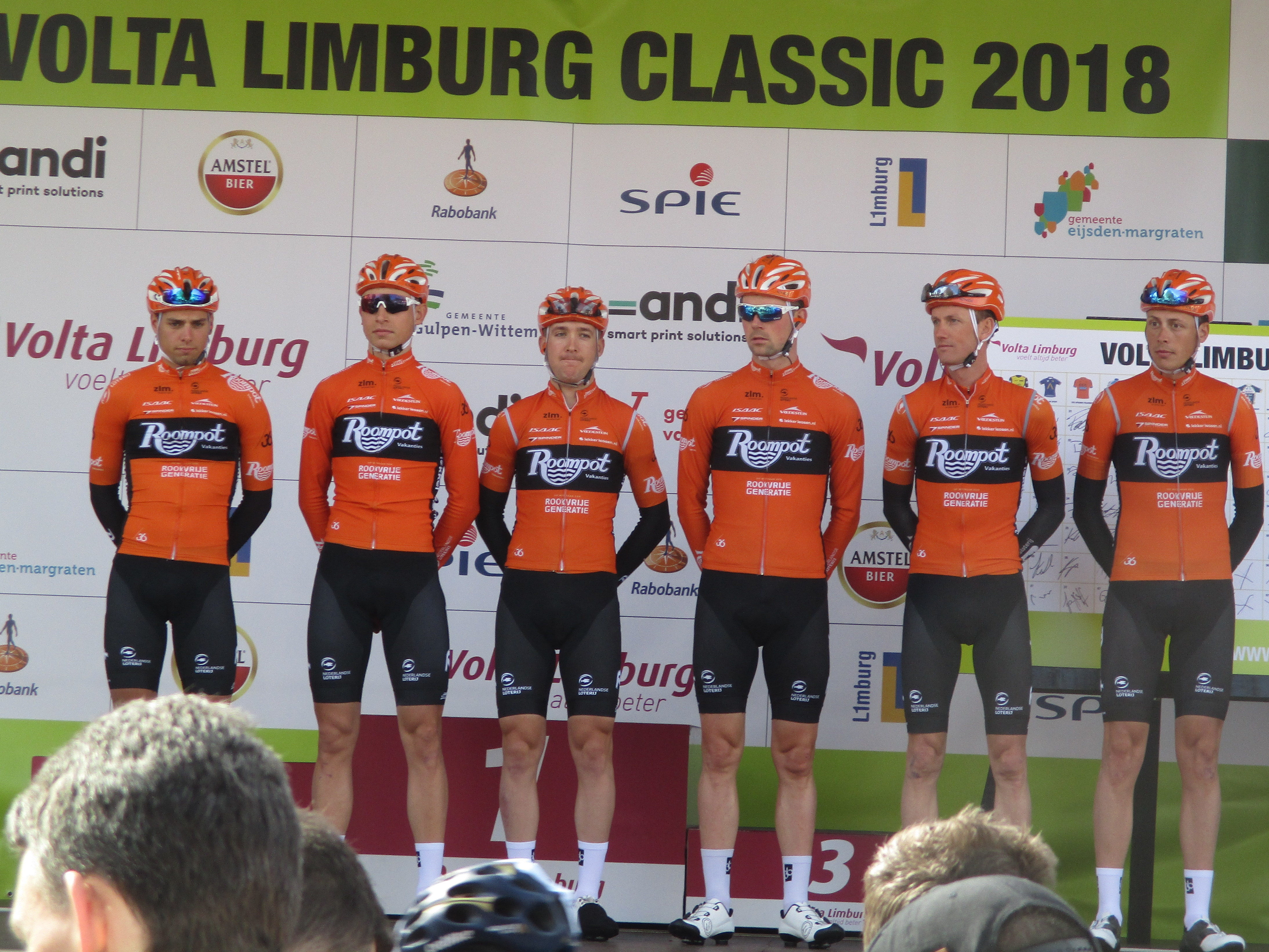
Coureurs de l'équipe lors de la Volta Limburg Classic.

| Effectif 2018                              | Effectif 2018     | Effectif 2018 | Effectif 2018                  |
| Cycliste                                   | Date de naissance | Pays          | Équipe précédente              |
| ------------------------------------------ | ----------------- | ------------- | ------------------------------ |
| Tim Ariesen (1 janv.–30 juin)              | 20 mars 1994      | Pays-Bas      | SEG Racing Academy (2016)      |
| Jesper Asselman                            | 12 mars 1990      | Pays-Bas      | Metec-TKH Continental (2014)   |
| Martijn Budding                            | 31 août 1995      | Pays-Bas      | Rabobank Development (2016)    |
| Robbert de Greef                           | 27 août 1991      | Pays-Bas      | Baby-Dump (2017)               |
| Floris Gerts (11 janv.–31 déc.)            | 3 mai 1992        | Pays-Bas      | BMC Racing Team (2017)         |
| Pim Ligthart                               | 16 juin 1988      | Pays-Bas      | Lotto-Soudal (2016)            |
| Jeroen Meijers                             | 12 janvier 1993   | Pays-Bas      | Rabobank Development (2016)    |
| Elmar Reinders                             | 14 mars 1992      | Pays-Bas      | Jo Piels (2016)                |
| Oscar Riesebeek                            | 23 décembre 1992  | Pays-Bas      | Metec-TKH-Mantel (2016)        |
| Taco van der Hoorn                         | 4 décembre 1993   | Pays-Bas      | Join-S-De Rijke (2016)         |
| Nick van der Lijke                         | 23 septembre 1991 | Pays-Bas      | LottoNL-Jumbo (2015)           |
| Etienne van Empel                          | 14 avril 1994     | Pays-Bas      | Rabobank Development (2014)    |
| Sjoerd van Ginneken                        | 6 novembre 1992   | Pays-Bas      | Metec-TKH Continental (2014)   |
| Brian van Goethem                          | 16 avril 1991     | Pays-Bas      | Metec-TKH Continental (2014)   |
| Jan-Willem van Schip                       | 20 août 1994      | Pays-Bas      | Delta Cycling Rotterdam (2017) |
| Coen Vermeltfoort                          | 11 avril 1988     | Pays-Bas      | Join-S-De Rijke (2016)         |
| Pieter Weening                             | 5 avril 1981      | Pays-Bas      | Orica-GreenEDGE (2015)         |
| Wouter Wippert                             | 14 août 1990      | Pays-Bas      | Cannondale-Drapac (2017)       |
|                                            |                   |               |                                |
| Sources : ProCyclingStats Cycling Quotient |                   |               |                                |

## Bilan de la saison

### Victoires
| Date       | Course                      | Pays     | Classe | Vainqueur            |
| ---------- | --------------------------- | -------- | ------ | -------------------- |
| 11/07/2018 | 5e étape du Tour d'Autriche | Autriche | 2.1    | Pieter Weening       |
| 11/08/2018 | Slag om Norg                | Pays-Bas | 1.1    | Jan-Willem van Schip |
| 15/08/2018 | 3e étape du BinckBank Tour  | Belgique | 2.UWT  | Taco van der Hoorn   |

### Résultats sur les courses majeures
Les tableaux suivants représentent les résultats de l'équipe dans les principales courses du calendrier international dans lesquelles l'équipe bénéficie d'une invitation (les cinq classiques majeures et les trois grands tours). Pour chaque épreuve est indiqué le meilleur coureur de l'équipe, son classement ainsi que les accessits glanés par Roompot-Nederlandse Loterij sur les courses de trois semaines.

#### Classiques
| Classique            | Milan-San Remo | Tour des Flandres  | Paris-Roubaix | Liège-Bastogne-Liège | Tour de Lombardie |
| -------------------- | -------------- | ------------------ | ------------- | -------------------- | ----------------- |
| Coureur (classement) | Non invitée    | Pim Ligthart (72e) | Non invitée   | Non invitée          | Non invitée       |

#### Grands tours
| Grand tour           | Tour d'Italie | Tour de France | Tour d'Espagne |
| -------------------- | ------------- | -------------- | -------------- |
| Coureur (classement) | Non invitée   | Non invitée    | Non invitée    |
| Accessits            | -             | -              | -              |